# Chase Fieler
Chase Bernard Fieler (Parkersburg, 10 giugno 1992) è un cestista statunitense, professionista in Europa.

## Palmarès
- Campionato olandese: 2

Donar Groningen: 2015-16, 2016-17
- Campionato belga: 2

Ostenda: 2017-18, 2018-19
- Coppa d'Olanda: 1

Donar Groningen: 2017
- Coppa del Belgio: 1

Ostenda: 2018
- Supercoppa d'Olanda: 1

Donar Groningen: 2016
- Supercoppa del Belgio: 2

Ostenda: 2017, 2018